# Казале-суль-Сіле
Казале-суль-Сіле (італ. Casale sul Sile, вен. Casałe sol Siłe) — муніципалітет в Італії, у регіоні Венето, провінція Тревізо.
Казале-суль-Сіле розташоване на відстані близько 420 км на північ від Рима, 19 км на північ від Венеції, 10 км на південний схід від Тревізо.
Населення — 12 932 особи (2014).
Щорічний фестиваль відбувається 5 квітня. Покровителька — Богородиця Небовзята.

## Демографія
Населення за роками:

Станом на 1 січня 2023 року в муніципалітеті офіційно проживало 611 іноземців з 56 країн, серед них 170 громадян країн Євросоюзу та 14 громадян України.

## Сусідні муніципалітети
- Казієр
- Мольяно-Венето
- Преганцьоль
- Куарто-д'Альтіно
- Ронкаде
- Сілеа